# 이스마엘 우르사이스
이스마엘 우르사이스 아란다(스페인어: Ismael Urzaiz Aranda izmaˈel uɾˈθajθ aˈɾanda[*], 1971년 10월 7일, 나바라 주 투델라 ~)는 스페인의 전 축구 선수로, 현역 시절 중앙 공격수로 활약하였다.
물리적 힘과 공중 경합 능력으로 알려진 선수이나, 레알 마드리드 유소년부를 졸업하고 신통치 못한 행보를 보이던 그는 오랜 현역 기간 중에 7개의 구단에서 활동했는데, 대게 11년을 보낸 아틀레틱 빌바오에서 활동하였다. 16시즌에 걸쳐, 그는 라 리가 통산 445번의 경기에 출전해 131골(머리로 61골을 넣어 리그 역대 최다 기록을 세웠었다)을 넣었다.
우르사이스는 스페인 국가대표팀 경기에 25번 출전하였고, 자국을 대표로 UEFA 유로 2000에 참가했다.

## 클럽 경력

### 레알 마드리드
우르사이스는 나바라 주 투델라의 사람으로, 인근 투델라노의 유소년부에서 레알 마드리드로 건너가, 1985년에 그곳의 2군에서 프로 무대 신고식을 치렀고, 4년 후에 세군다 디비시온 첫 경기를 치렀다. 비록 청소년 국가대표 선수로 큰 활약을 펼쳤지만, 소속 구단의 1군 일원으로 치른 경기는 오덴세와의 1990-91 시즌 유러피언컵 경기가 전부였고, 라 리가 경기를 치르지 못했다.
우르사이스는 1991-92 시즌에 알바세테로 임대되었고, 1991년 10월에 아틀레틱 빌바오와의 경기에서 교체로 들어가 1부 리그 경기에 처음으로 출전하였다. 1993년 초, 그는 또다른 1부 리그 구단인 셀타 비고로 임대되었지만, 거의 출전하지 못했고, 딱 한 골을 넣는 데에 만족해야 했다.

### 프로 무대 방랑기
우르사이스는 1993년을 끝으로 레알 마드리드와 완전히 결별하였고, 이어지는 3년 동안 라요 바예카노, 살라망카, 그리고 RCD 에스파뇰을 차례로 거쳤는데, 라요와 살라망카 소속으로 준수한 득점력을 보였다. 그는 살라망카의 1994-95 시즌 승격 주역이 되었는데, 알바세테와의 플레이오프전에서 2번 골망을 갈라 5-0 대승을 견인했다.
이듬해, 우르사이스는 35M Ptas의 이적료에 에스파뇰로 둥지를 옮겼고, 1류 공격 자원으로 도약하였는데, 1부 리그에서만 13골을 기록했고 소속 구단은 4위로 시즌을 마감했는데, 1996년 4월 14일 라요 바예카노와의 안방 경기에서는 해트트릭으로 4-2 승리의 주역이 되기도 했다.

### 아틀레틱 빌바오

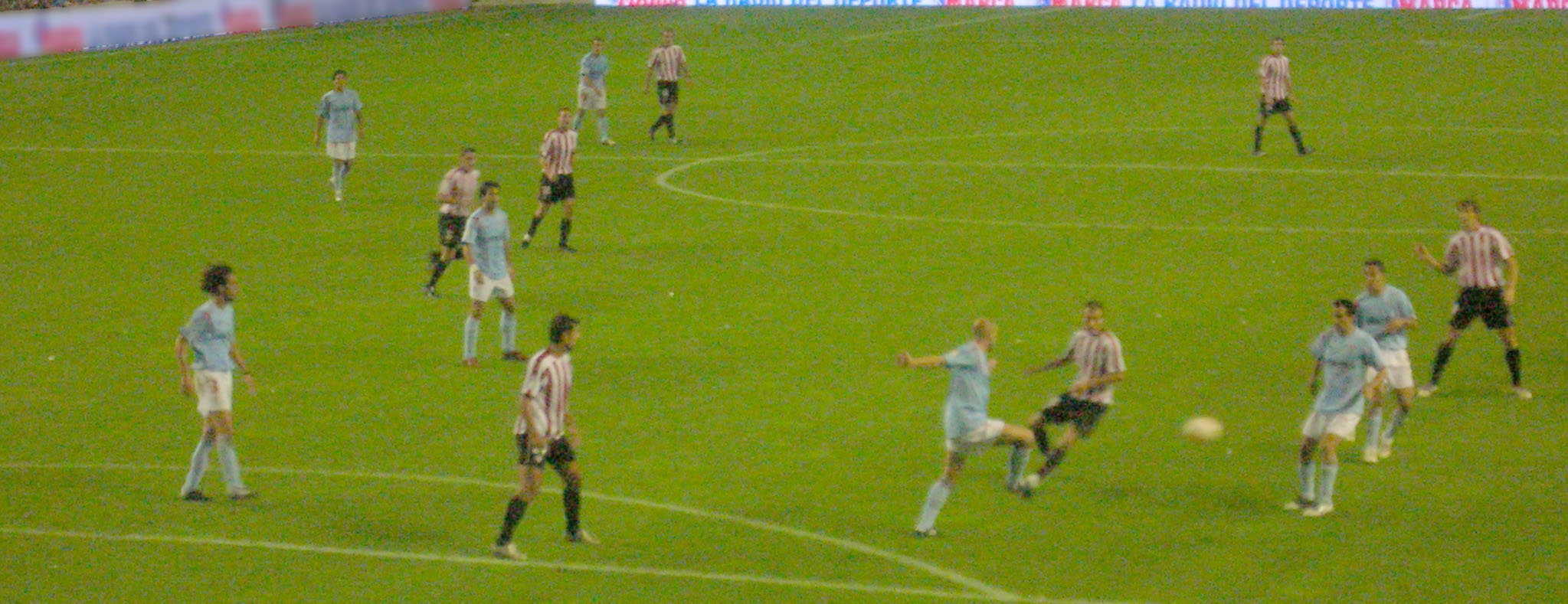
2005년, 아틀레틱 빌바오와 셀타 비고 간의 경기의 이스마엘 우르사이스 (페널티 구역 선 근처를 밟은 선수)

기량이 되살아난 우르사이스는 다수 구단의 관심을 끌어모았고, 1996년 여름에 아틀레틱 빌바오로 500M Ptas에 이적하였고, 나바라 출신이었기에 순수 바스크 구단 입단 조건을 만족했다. 11시즌 동안, 그는 367번의 리그 경기에서 115골을 기록하였다. 1997-98 시즌, 그는 32경기에서 8번 골망을 갈라 소속 구단의 준우승에 일조해 UEFA 챔피언스리그 직행 진출권을 소속 구단에 선사하였는데, 이 대회에서 우르사이스는 7경기에 출전해 1골을 넣었다.
우르사이스는 산 마메스에서 보낸 11년 중 6시즌에 두 자리 수의 득점을 기록했지만, 유소년부 졸업생인 1.95m 장신의 페르난도 요렌테가 급성장하면서, 그는 2007년 7월을 끝으로 바스크 연고 구단과 작별해야 했다. 물론 그는 빌바오에서의 마지막 해에 35번의 공식 경기에 출전했지만, 은퇴할 나이가 되어가던 그는 6경기를 합해야 90분 출전한 것과 같은 기록을 낼 수 있었다.

### 아약스
2007년 7월 19일, 우르사이스는 아약스와 1년 계약을 맺고 같은 스페인 국적의 가브리와 알베르 루케와 함께 한배에 타게 되었다. 그는 8월 15일, 슬라비아 프라하와의 UEFA 챔피언스리그 예선전 경기에서 18분을 출전해 아약스 공식 첫 경기를 치렀는데, 소속 구단은 안방에서 0-1 패배를 당했다.
우르사이스는 3번의 에레디비시 경기밖에 출전하지 못하고 암스테르담 연고 구단에서 방출되었고, 거의 37세가 된 그는 얼마 지나지 않아 현역 은퇴를 선언했다.

## 국가대표팀 경력
우르사이스는 스페인을 대표로 덴마크에서 열린 1988년 UEFA U-16 축구 선수권 대회에 참가해 자국의 우승을 도왔다. 그는 U-20 국가대표팀 일원으로 참가한 포르투갈의 1991년 FIFA 세계 청소년 축구 선수권 대회에서도 4골을 기록하였다.
1996년 10월 10일, 0-0으로 비긴 체코와의 1998년 FIFA 월드컵 예선전에서 우르사이스는 성인 국가대표팀 신고식을 치렀다. 이어지는 3년 동안, 그는 불과 3번의 경기에 더 출전하고 무득점으로 침묵하는데 그쳤지만, UEFA 유로 2000 예선전을 치르는 과정에 3경기에서 6골을 폭격하여 대회 본선 진출에 큰 공을 세웠다. 이 중 오스트리아와의 경기에서 2골, 키프로스와의 경기에서 해트트릭을 기록했다. 이후 폴란드와의 친선경기에서 두 골을 추가하고, 그는 벨기에와 네덜란드에서 열린 대회 본선에 참가할 선수 명단에 이름을 올렸다.
총 25번의 국가대표팀 경기에 출전해 8골을 넣은 후, 우르사이스는 2001년에 버밍엄에서 0-3으로 완패한 잉글랜드와의 경기를 끝으로 국가대표팀 경기에 더 이상 나오지 않았다. 1997년과 2005년 사이, 그는 바스크 국가대표팀 경기에 7번 출전했는데, 2000년에 3-2로 이긴 모로코와의 경기에서 2골을 기록했다.

## 경력 통계

### 클럽
| 클럽             | 시즌      | 리그              | 리그 | 리그 | 컵   | 컵 | 유럽 | 유럽 | 기타 | 기타 | 합계 | 합계 |
| 클럽             | 시즌      | 리그명            | 출장 | 골   | 출장 | 골 | 출장 | 골   | 출장 | 골   | 출장 | 골   |
| ---------------- | --------- | ----------------- | ---- | ---- | ---- | -- | ---- | ---- | ---- | ---- | ---- | ---- |
| 레알 마드리드 B  | 1989–90   | 세군다 디비시온   | 10   | 5    | 0    | 0  | –    | –    | –    | –    | 10   | 5    |
| 레알 마드리드 B  | 1990–91   | 세군다 디비시온 B | 13   | 0    | 0    | 0  | –    | –    | –    | –    | 13   | 0    |
| 레알 마드리드 B  | 1992–93   | 세군다 디비시온   | 27   | 8    | –    | –  | –    | –    | –    | –    | 27   | 8    |
| 레알 마드리드 B  | 합계      | 합계              | 50   | 13   | 0    | 0  | 0    | 0    | 0    | 0    | 50   | 13   |
| 레알 마드리드    | 1990–91   | 라 리가           | 0    | 0    | 0    | 0  | 1    | 0    | –    | –    | 1    | 0    |
| 레알 마드리드    | 1991–92   | 라 리가           | 0    | 0    | 0    | 0  | 0    | 0    | –    | –    | 0    | 0    |
| 레알 마드리드    | 1992–93   | 라 리가           | 0    | 0    | 1    | 0  | 0    | 0    | –    | –    | 1    | 0    |
| 레알 마드리드    | 합계      | 합계              | 0    | 0    | 1    | 0  | 1    | 0    | 0    | 0    | 2    | 0    |
| 알바세테 (임대)  | 1991–92   | 라 리가           | 11   | 1    | 1    | 0  | –    | –    | –    | –    | 12   | 1    |
| 셀타 비고 (임대) | 1992–93   | 라 리가           | 6    | 1    | 0    | 0  | –    | –    | –    | –    | 6    | 1    |
| 라요 바예카노    | 1993–94   | 라 리가           | 20   | 1    | 3    | 3  | –    | –    | 3    | 1    | 26   | 5    |
| 살라망카         | 1994–95   | 세군다 디비시온   | 21   | 3    | 5    | 1  | –    | –    | 2    | 2    | 28   | 6    |
| 에스파뇰         | 1995–96   | 라 리가           | 41   | 13   | 10   | 2  | 0    | 0    | –    | –    | 51   | 15   |
| 아틀레틱 빌바오  | 1996–97   | 라 리가           | 38   | 16   | 4    | 2  | –    | –    | –    | –    | 42   | 18   |
| 아틀레틱 빌바오  | 1997–98   | 라 리가           | 32   | 8    | 3    | 2  | 3    | 0    | –    | –    | 38   | 10   |
| 아틀레틱 빌바오  | 1998–99   | 라 리가           | 36   | 16   | 2    | 0  | 7    | 1    | –    | –    | 45   | 17   |
| 아틀레틱 빌바오  | 1999–00   | 라 리가           | 33   | 5    | 4    | 2  | –    | –    | –    | –    | 37   | 7    |
| 아틀레틱 빌바오  | 2000–01   | 라 리가           | 34   | 10   | 4    | 3  | –    | –    | –    | –    | 38   | 13   |
| 아틀레틱 빌바오  | 2001–02   | 라 리가           | 36   | 16   | 6    | 2  | –    | –    | –    | –    | 42   | 18   |
| 아틀레틱 빌바오  | 2002–03   | 라 리가           | 31   | 13   | 2    | 1  | –    | –    | –    | –    | 33   | 14   |
| 아틀레틱 빌바오  | 2003–04   | 라 리가           | 37   | 8    | 1    | 0  | –    | –    | –    | –    | 38   | 8    |
| 아틀레틱 빌바오  | 2004–05   | 라 리가           | 31   | 12   | 5    | 0  | 8    | 0    | –    | –    | 44   | 12   |
| 아틀레틱 빌바오  | 2005–06   | 라 리가           | 26   | 3    | 1    | 0  | 0    | 0    | –    | –    | 27   | 3    |
| 아틀레틱 빌바오  | 2006–07   | 라 리가           | 33   | 8    | 2    | 0  | –    | –    | –    | –    | 35   | 8    |
| 아틀레틱 빌바오  | 합계      | 합계              | 367  | 115  | 34   | 12 | 18   | 1    | 0    | 0    | 419  | 128  |
| 아약스           | 2007–08   | 에레디비시        | 3    | 0    | 0    | 0  | 3    | 0    | 0    | 0    | 6    | 0    |
| 경력 합계        | 경력 합계 | 경력 합계         | 519  | 147  | 54   | 18 | 22   | 1    | 5    | 3    | 600  | 169  |

1. ↑  유러피언컵 출장 기록
2. 1 2  승격/강등 플레이오프전 출장 기록
3. 1 2  UEFA컵 출장 기록
4. ↑  UEFA 챔피언스리그 출장 기록
5. ↑  UEFA 챔피언스리그 2경기, UEFA컵 1경기 출장 기록

### 국가대표팀 득점 기록
아래의 점수에서 왼쪽의 점수가 스페인의 점수이며, 점수열은 우르사이스의 득점 시점의 점수이다.
| #  | 날짜            | 경기장                         | 상대       | 점수 | 결과 | 대회                  |
| -- | --------------- | ------------------------------ | ---------- | ---- | ---- | --------------------- |
| 1. | 1999년 3월 27일 | 스페인 발렌시아 메스타야       | 오스트리아 | 3–0  | 9–0  | UEFA 유로 2000 예선전 |
| 2. | 1999년 3월 27일 | 스페인 발렌시아 메스타야       | 오스트리아 | 5–0  | 9–0  | UEFA 유로 2000 예선전 |
| 3. | 1999년 3월 31일 | 산마리노 세라발레 올림피코     | 산마리노   | 3–0  | 6–0  | UEFA 유로 2000 예선전 |
| 4. | 1999년 9월 8일  | 스페인 바다호스 비베로         | 키프로스   | 1–0  | 8–0  | UEFA 유로 2000 예선전 |
| 5. | 1999년 9월 8일  | 스페인 바다호스 비베로         | 키프로스   | 2–0  | 8–0  | UEFA 유로 2000 예선전 |
| 6. | 1999년 9월 8일  | 스페인 바다호스 비베로         | 키프로스   | 4–0  | 8–0  | UEFA 유로 2000 예선전 |
| 7. | 2000년 1월 26일 | 스페인 카르타헤나 카르타고노바 | 폴란드     | 2–0  | 3–0  | 친선경기              |
| 8. | 2000년 1월 26일 | 스페인 카르타헤나 카르타고노바 | 폴란드     | 3–0  | 3–0  | 친선경기              |

## 수상

### 국가대표팀
스페인 U-16
- UEFA U-16 축구 선수권 대회: 1988

### 개인
- FIFA U-20 월드컵 실버슈: 1991